# 柳營劉家
柳營劉家是自臺灣臺南市柳營區發展起來的家族，劉家宗祠所在的士林里即是因為該家族出過秀才與舉人，「士子如林」而得名:143。
族人劉秋峰曾在1982年撰寫《柳營劉家傳記》記載祖先的事蹟:92。

## 沿革

### 開基
柳營劉家的開臺祖是劉球成，字貞敏，其父親劉茂燕（字「明秀」）據《柳營劉家傳記》所載，出生於福建省漳州府平和縣大埤社:132。劉茂燕在明末時加入鄭成功的部隊，後在南京之戰（1659年）時陣亡，年僅32歲，留下妻子蔡氏尾與兒子劉球成（當時11歲）:132。
鄭成功來臺時，蔡氏尾與兒子劉球成以軍眷身分一起來臺，靠著劉茂燕的俸祿維生:132。但在鄭成功逝世後，鄭經未延續照顧遺眷的政策，導致他們離開府城一帶討生活，輾轉來到麻豆打鐵巷:132。這時蔡氏病倒，幸好遇到當地一位蔡姓人士相助提供住宿:132。經過11年後，劉球成移居查畝營（今柳營區），多年後發展成為當地一大望族:132。因為昔日受到麻豆蔡姓人士相助，他也努力行善，並遺言要葬在麻豆:132。

### 第三世
劉球成生有三子，分別是劉漢、劉旭、劉垂，他們被稱為是「頂三房」:132。劉球成於清康熙五十一年（1712年）逝世後，產業由三子共同管理:132。頂三房中，大房劉漢專心務農，虛懷若谷與人無爭:133。三房劉垂自幼體弱多病，受父母寵愛，一生過得平凡無為:133。二房劉旭則是自幼勤學，年紀稍長之後開始習武，且有俠氣，並聘請武師鍛鍊家丁、佃農，成為一股民間武力:94:133。劉旭和其人馬曾多次協助官府「治匪」有功，之後當上山豬毛都司，又被誥授「宣威將軍」:94:133。
劉旭在中年以後專注在造產營商，並指導佃農改進耕種技術:133。受到父親影響，劉旭對佃農相當照顧，當佃農因天災受創時，會立即給予協助，所以劉家的佃農相當擁載業主:133。劉旭也生有三子，分別是劉福、劉祿、劉麟，三人被稱為是「下三房」:94:134。

### 第四世
下三房長房劉福自少耕讀，友愛兄弟，曾納貲成為太學生，學名「劉文耀」:134。次房劉祿好閒逸無所求，因不願與族人同住而獨居:134。他曾納貲成為邑庠生，學名「劉輯瑞」:134。
三房劉麟得年49歲，但他這一房的子孫最多:94。劉麟也有太學生身分，學名「劉文瑞」:134。劉麟除了繼續擴展家業外，也延續父親劉旭聘請武師鍛鍊家丁、佃農的措施:134。

### 第五世
劉麟生有三子，依序是劉以、劉全、劉琴:134。因為劉以早夭之故，劉全過繼他第五子劉思溫當「過房子」:134。劉琴（劉日和）為武生，娶武舉人郭逢年之妹為妻，又有納妾，但沒有兒子，故劉全過繼他第六子劉思鑾給劉琴當「過房子」:134。
劉全（劉日純）對劉家貢獻頗大，劉家尊稱他是「一代偉人」:95:134。劉全看中當時製糖業的前景，購置田地要佃農種植甘蔗，並設置糖廍製糖:95:135。柳營區光福里南邊有個地名「溫厝廍」，過去即是因為劉全在此設置糖廍而繁盛一時，但後來該處因為盜匪橫行而敗庄:135。
此外劉全也到府城，在赤崁樓及大士殿開設數間糖行，行號為「劉得昌」:95:135。因為從事郊商行業，靠著賣糖使得劉全累積了不少財富:95:135。而在富甲一方後，劉全也積極協助地方事務，除協助廟宇修建之外，也有協調平息械鬥和濟貧等事蹟:136、137。例如嘉慶十四年（1809年）發生漳泉械鬥，劉全即邀請鐵線橋堡26庄的頭人、耆老出面開會議約處理:136。嘉慶廿一年（1816年）臺灣米穀價格大漲，劉全響應官府平糴一個月:137。道光初年北京、天津一帶凶年，劉全送去白米千石以賑災，事後直隸總督奉旨賜「惠及津門」匾額給劉全:138。
劉全有六個兒子，分別是劉荐（劉思推）、劉放（劉思勳）、劉逢時（劉思忠）、劉威儀（劉思朝）、劉紹基（劉思溫）、劉東坡（劉思鑾），六人被稱為「六房頭」:95:138。劉全死後，六房頭成立「劉得昌祭祀公業」，撥出田產1200甲作為公業基金，日後又在光緒十六年（1890年）改建宗祠:138:103:44。